# Kanton Ramerupt
Ramerupt is een voormalig kanton van het Franse departement Aube. Het kanton maakte deel uit van het arrondissement Troyes. Het werd opgeheven bij decreet van 21 februari 2014 met uitwerking op 22 maart 2015.

## Gemeenten
Het kanton Ramerupt omvatte de volgende gemeenten:
- Avant-lès-Ramerupt
- Brillecourt
- Chaudrey
- Coclois
- Dampierre
- Dommartin-le-Coq
- Dosnon
- Grandville
- Isle-Aubigny
- Lhuître
- Longsols
- Mesnil-la-Comtesse
- Mesnil-Lettre
- Morembert
- Nogent-sur-Aube
- Ortillon
- Pougy
- Ramerupt (hoofdplaats)
- Saint-Nabord-sur-Aube
- Trouans
- Vaucogne
- Vaupoisson
- Verricourt
- Vinets